# 御前崎町
御前崎町（おまえざきちょう）は、静岡県榛原郡にあった町。町名の御前崎は静岡県最南端の岬の名である。
2004年（平成16年）4月1日に小笠郡浜岡町と合併して御前崎市が発足し、御前崎町は廃止された。

## 地理
駿河湾と遠州灘を分ける御前崎に近い海岸部である。

## 沿革
- 1889年（明治22年）4月1日 - 町村制施行に伴い榛原郡御前崎村と白羽村が成立。2村とも合併を伴わずに発足。
- 1955年（昭和30年）3月31日 - 御前崎村と白羽村が合併して御前崎町が発足[1]。
- 1973年（昭和48年）3月5日 - 町の花と町の木を制定。
- 2004年（平成16年）4月1日 - 小笠郡浜岡町と合併して御前崎市が発足。同日御前崎町廃止。

## 友好都市
- 高森町（長野県）

## 教育

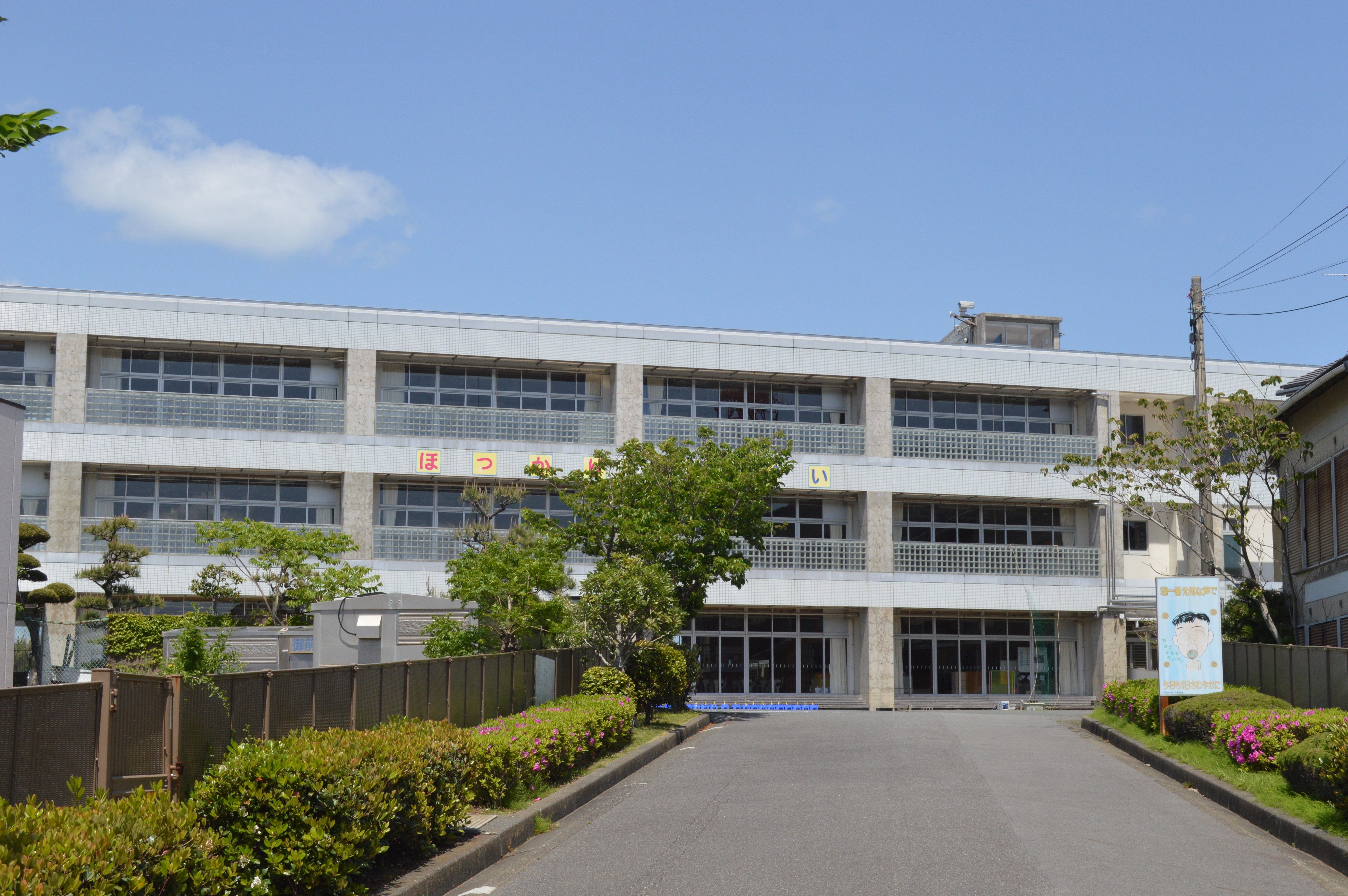
御前崎町立御前崎小学校

### 中学校
- 御前崎町相良町学校組合立御前崎中学校 - 所在地は牧之原市（旧相良町）

### 小学校
- 御前崎町立御前崎小学校
- 御前崎町立白羽小学校

## 交通

### 道路
- 一般国道
  - 国道150号
- 県道
  - 静岡県道240号御前崎堀野新田線
  - 静岡県道241号薄原地頭方線
  - 静岡県道357号佐倉御前崎港線

### 港湾
- 御前崎港

## 娯楽
- 新谷文化劇場 - 映画館[2]
- 御前崎劇場 - 映画館[2]

## 名所・旧跡・観光スポット

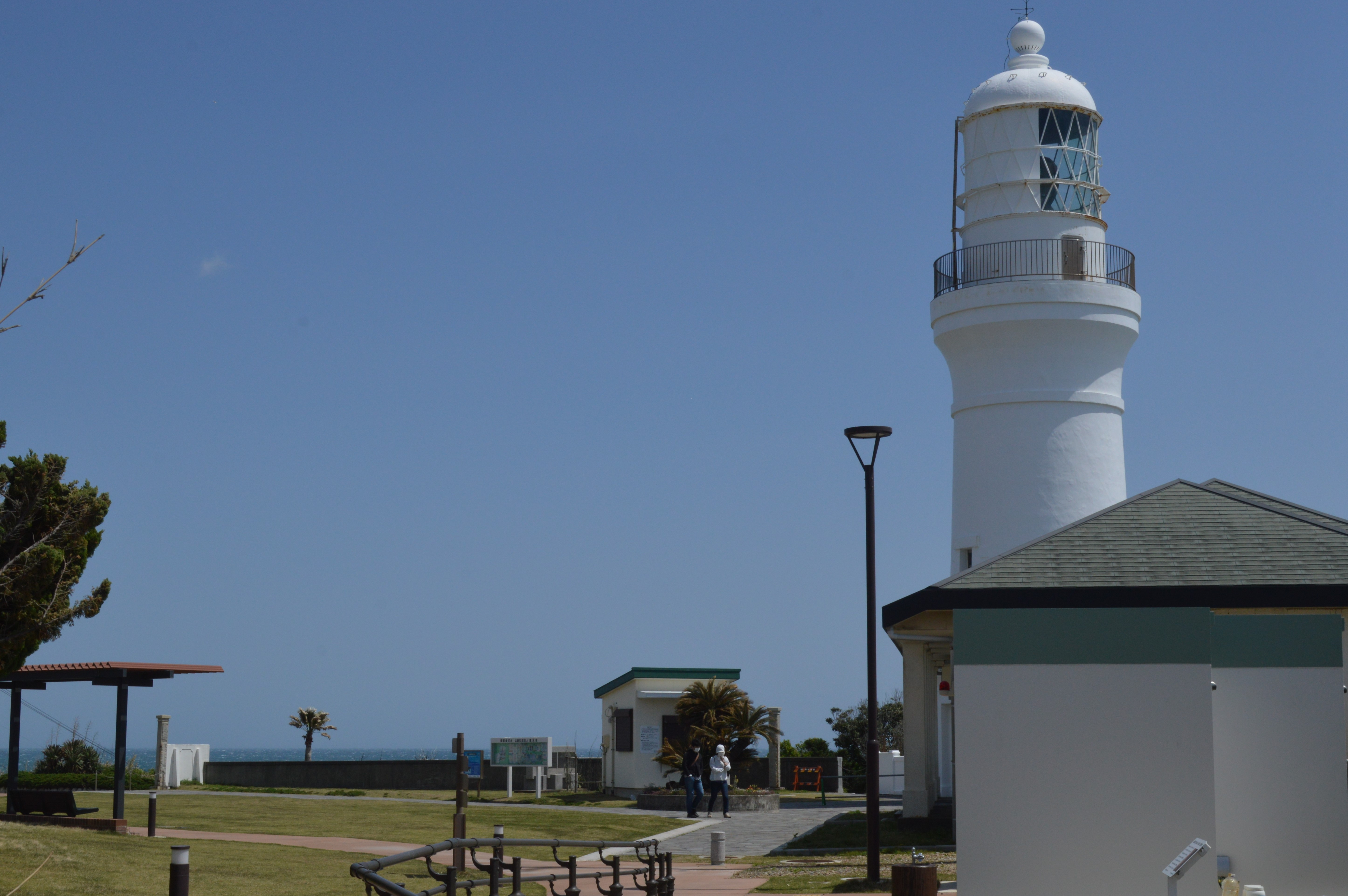
御前埼灯台

- 御前崎
  - 御前埼灯台 - 日本の灯台50選
- 御前崎海岸
- ねずみ塚